# گرگ‌ها (فیلم ۱۹۷۱)
گرگ‌ها فیلمی ژاپنی در سبک جنایی به کارگردانی هیدئو گوشا محصول سال ۱۹۷۱ است.

## انتشار
این فیلم در ژاپن در تاریخ ۳۰ اکتبر ۱۹۷۱ در سینماها توسط توهو پخش شد. فیلم به‌صورت بین‌المللی توسط توهو در ایالات متحده با زیرنویس انگلیسی در ۷ ژوئن ۱۹۷۲ منتشر شد.